# Площа Марійська
Площа Марійська — площа в центрі Львова навколо статуї Діви Марії, обмежена площею Міцкевича, трамвайною колією на вулиці Петра Дорошенка та проїжджою частиною з обидвох сторін проспекту Свободи. Не має жодної адреси. У дорадянський час назву «площа Марійська» носила сучасна площа Міцкевича.
1 березня 2007 року Львівська міська рада без попереднього обговорення голосами 56 депутатів прийняла ухвалу № 578 «Про площу Марійську». Так вони побажали відновити історичну справедливість і вшанувати скульптуру Діви Марії, яка споруджена ще 1861 року на місці, де зараз стоїть пам'ятник Міцкевичу, та перенесена на теперішнє місце 1904 року. У дорадянський час назву «площа Марійська» (або «Маріяцька»; пол. plac Mariacki) носила сучасна площа Міцкевича.